# حسن آل حمادة
حسن عبد العلي سلمان آل حمادة كاتب وإعلامي، ولد في القطيف (الشويكة)، شرق المملكة العربية السعودية، عام 1393هـ/1973م. متزوج من عقيلة المقبل «أم بتول».

## التعليم والعمل
- بكلوريوس مكتبات ومعلومات من جامعة الملك عبد العزيز في جدة.
- مؤلف ومعلم في المرحلة الثانوية لمادة البحث ومصادر المعلومات.[2]

## العضويات والنشاطات
- رئيس تحرير مجلة (القرآن نور) البيروتية.
- عضو هيئة تحرير مجلة (الكلمة) البيروتية.
- قدم 40 حلقة حوارية تلفزيونية بعنوان (وما يسطرون) في قناة الأنوار الفضائية.[3]
- مؤسس ورئيس نادي (اقرأ كتابك) ومنظم مهرجان (اقرأ كتابك).[6]
- يدير فعالية (بسطة كتب) بالقطيف.[2][7][8]
- نفذ برنامج (القارئ الصغير) في جمعية الفنون بالدمام،2015.[9]
- مشروع (عش الكتب) الذي أطلقة 2020 قرب سور منزله.[6]

## البداية
تجربته مع القراءة بدأت بطريقة بسيطة جدًّا، فقد نشأ في بيئة غير قارئة، واستعار أول كتاب خارج المقرر الدراسي وهو يدرس في السنة الثانية من المرحلة المتوسطة، ثم ابتاع كتابين تربويين، وتكاثرت الكتب لديه في المرحلة الثانوية، ووجد نفسه شغوفًا بالقراءة، وربما ساعدت الأجواء الدينية وقتها على تشكيل علاقة طيبة بينه وبين الكتب، إضافة إلى علاقته بعدد من أصدقاء الدراسة الذين لديهم علاقة طيبة مع الكتاب والقراءة. تحولت علاقته بالقراءة من الأهتمام إلى الشغف في المرحلة المتوسطة، انطلاقًا من مكتبة المدرسة، ثم مرورًا بالمكتبات والقرطاسيات التجارية التي توفّر بعض الكتب الثقافية والأدبية وغيرها. وفي المرحلة الثانوية كان يقصد مع بعض الأصدقاء فروع مكتبات تهامة في الدمام، إضافة لمكتبة المتنبي، كان هذا الكلام بين 1407هـ إلى 1410، هذا الشغف للكتب والمكتبة هو ما دفعه إلى التحول من دراسة الاقتصاد إلى الدراسة في كلية الآداب ليتخصص في المكتبات والمعلومات، فكان دائما ما يتخيل نفسه بين الطلاب وهو يحدثّهم عن عالم الكتب الذي أحبه، أو أن يكون موظفًا في مكتبة من المكتبات العامة أو الجامعية. ونجح في أن يوفق بين الحلمين، فأصبح معلماً للمكتبة والبحث وهو ما وثق علاقته بالمكتبات لتنفيذ البرامج والأنشطة، منذ بداية عمله كمعلم وحتى الآن، وكانت أول تجربة له في نشر ما كتبه في ما بعد المرحلة المتوسطة في صحيفة اليوم السعودية.

## المؤلفات
| العنوان                             | اللغة   | الناشر                             | سنة النشر | عدد الصفحات | الرقم الدولي         | المصدر                      |
| ----------------------------------- | ------- | ---------------------------------- | --------- | ----------- | -------------------- | --------------------------- |
| العلاج بالقراءة                     | العربية | مكتبة آفاق                         | 2015      | 178         | (ردمك 9789996652288) | [ 11 ] [ 12 ] [ 13 ] [ 14 ] |
| أكسجيني الدافئ                      | العربية | مؤسسة الانتشار العربي              | 2011      | 117         | (ردمك 9786144041963) | [ 15 ] [ 16 ]               |
| ثقافة البغضاء                       | العربية | مركز آفاق للدراسات والبحوث         | 2013      | 62          | (ردمك 9786030128808) | [ 17 ] [ 18 ]               |
| زوجة أخرى                           | العربية | مؤسسة البلاغ                       | 2010      | 104         | (ردمك 9786140112483) | [ 19 ] [ 20 ]               |
| ويسألونك عن الكتاب                  | العربية | دار العلوم للتحقيق والطباعة والنشر | 2005      | 90          | (ردمك 9953350001559) | [ 21 ]                      |
| تجارب الكتاب من القراءة إلى الكتابة | العربية | دار القارىء                        | 2014      | 433         | لا يوجد              | [ 22 ] [ 23 ]               |
| أمة اقرأ...لا تقرأ                  | العربية | دار الراوي                         | 2017      | 52          | لا يوجد              | [ 24 ]                      |
| من وصايا جدتي الهاشمية              | العربية | لا يوجد                            | 2013      | 160         | لا يوجد              | [ 25 ] [ 26 ]               |
| الشباب والتحديات المعاصرة           | العربية | لا يوجد                            | لايوجد    | 44          | لا يوجد              | [ 27 ] [ 28 ]               |
| ويسألونك عن الكتاب                  | العربية | لا يوجد                            | لا يوجد   | 90          | لا يوجد              | [ 29 ]                      |
| المنبر الحسيني                      | العربية | لا يوجد                            | لا يوجد   |             | لا يوجد              | [ 30 ]                      |
| هكذا ربانا الإمام الشيرازي          | العربية | دار العلوم للتحقيق والطباعة والنشر | 2004      | 183         | لا يوجد              | [ 31 ] [ 32 ]               |
| علي الدرورة والغزو البرتغالي للقطيف | العربية | دار المحجة البيضاء للطباعة والنشر  | 2012      | 48          | لا يوجد              | [ 33 ]                      |
| أفكار هادفة                         | العربية | دار الكنوز الأدبية                 | 1999      | 170         | لا يوجد              | [ 34 ]                      |